# Kōji Wada
Kōji Wada (jap. 和田 光司, Wada Kōji; * 29. Januar 1974 in Fukuchiyama, Präfektur Kyōto; † 3. April 2016 in Tokio) war ein japanischer Sänger und bekannt für seine Arbeit an den Soundtracks für das Digimon-Franchise, für das er insbesondere Titelsongs für die ersten sechs Anime-Staffeln schrieb.

## Karriere
Bekannt wurde Kōji Wada mit seinem Lied „Butterfly“ 1999, welches als Titellied zur ersten Digimonserie Digimon verwendet wurde. Darüber hinaus durfte er auch in den darauffolgenden Digimonserien sein Gesangstalent unter Beweis stellen. Außerdem sang er auch das Thema With the Will zu den „Digitationen“ in Digimon Frontier und die 2 Abspanntitel Innocent – Mujaki na Mama de und an Endless Tale (mit AiM).
Auch an anderen Digimonliedern wie Bokura no Digital World (2. Digimon-Serie), Yūki o Uketsugu Kodomo-tachi e (ein Lied mit allen anderen Digimonsängern wie AiM, Ayumi Miyazaki, Michihiko Ōta etc.) und an verschiedenen Weihnachtsliedern beteiligte er sich. 2001 veröffentlichte er sein erstes Album All of My Mind, welches einige Lieder der ersten drei Digimonserien enthielt.
Er sang auch das Titellied zu der Serie Transformers: Car Robots und zusammen mit AiM und Ōta Michihiko Hontō no Tsuyosa und 3 Primary Colors, welche auf Michihiko Ōtas Album Mirai e no Message – Ōta Michihiko Self-Cover erschienen.
Bei der fünften Serie Digimon Savers sang er den zweiten Vorspanntitel Hirari.
Im deutschen Bereich werden seine Lieder von Andy Knote für RTL II umgesetzt und hauptsächlich von Frank Schindel gesungen.
Von Oktober 2011 bis Oktober 2013 unterbrach Kōji Wada seine Karriere aufgrund eines Kopf-Hals-Tumors, an dem er bereits seit 2003 gelitten hatte und der mittels Operation und Chemotherapie behandelt wurde. Im April 2016 verstarb er im Alter von 42 Jahren an den Folgen bzw. Komplikationen der Erkrankung.

## Diskografie

### Alben
- All of My Mind (2001)
- The Best Selection – Welcome Back! (2007)
- Kazakami no Oka Kara (2010)

### Mini-Alben
- Ever (2008)
- re-fly (2015)

### Singles
- Butter-Fly (c/w: Seven) (1999)
- Target – Akai Shōgeki (c/w: Boku wa Boku Datte) (2000)
- Honō no Overdrive -Car Robot Cybertron- (c/w: Kimi Iro no Yume) (2000)
- The Biggest Dreamer (c/w: Kaze) (2001)
- Starting Over (c/w: Say Again) (2001)
- Fire!! (c/w: With The Will) (2002)
- Innocent – Mujaki na mama de – (c/w: Daybreak) (2002)
- an Endless tale (c/w: Haruka na Okurimono) (2002) mit AiM
- Eien no Takaramono (c/w: grace) (2006)
- Hirari (c/w: for the future) (2006)
- Butter-Fly -Strong Version- (c/w: Seven -10th Memorial Version-) (2009)

### Veröffentlichungen zur Digimon-Reihe
- Bokura no Digital World (2001)
- The Biggest Dreamer – Movie 5 Limited Edition Single (2001)
- The Biggest Dreamer – Movie 6 Limited Edition Single (2002)
- Digimon 10th Anniversary – Yume e no Kakehashi (2007)
  - Track 9: Hokori – Kagirinaki Chikara no Shōmei
- We Are Xros Heart! (2010)
- Sora mau Yuusha! X5 (2010)
  - Track 1: Sora mau Yuusha! X5
  - Track 2: X4B The Guardian